# 卡特鎮區 (密蘇里州卡特縣)
卡特鎮區（英語：Carter Township）是位於美國密蘇里州卡特縣的一個行政鎮區。

## 地方資料
卡特鎮區的面積為277.77平方千米，當中陸地面積為276.02平方千米，而水域面積為1.75平方千米。根據2020年美國人口普查的數據，當地共有人口1906人，而人口密度為每平方千米6.86人。